# Bentley 3 Litre
Bentley 3 Litre är en personbil, tillverkad av den brittiska biltillverkaren Bentley mellan 1921 och 1928.
W O Bentley hade byggt flygmotorer åt brittiska krigsmakten under första världskriget. Efter kriget började han bygga bilar under eget namn. Den första prototypen visades upp i London 1919, men leveranser till kund började inte förrän två år senare. Chassit var högst ordinärt, med stela axlar upphängda i längsgående bladfjädrar fram och bak och mekaniska bromsar endast på bakhjulen. Fyrhjulsbromsar infördes 1923.
Men W O Bentley var främst motorkonstruktör och det var motorn som gjorde hans bilar speciella. 3 Litre hade en fyrcylindrig motor med fyra ventiler per cylinder. Ventilerna styrdes av en enkel överliggande kamaxel, driven från vevaxeln via en stående axel och vikelväxlar. Motorblock och cylinderhuvud, i gjutjärn, var gjutna i ett stycke och monterat på ett vevhus i aluminium. Motorn var rejält långslagig, med en cylinderdiameter på 80 mm och slaglängden 140 mm. Effekten var 80 hk och ökade under produktionstiden till 85 hk. Bentley var tillräckligt säker på sin konstruktion för att lämna fem års garanti på mekaniken.
Den avancerade motorn i det enkla och rejält dimensionerade chassit gav Bentleyn det mindre smickrande omdömet ”Världens snabbaste lastbil”. Hur snabb den var bevisades genom de två segrar modellen tog på Le Mans 24-timmars, 1924 och 1927.